# 范忠祥
范忠祥（1911年—1993年3月1日），中国人民解放军将领、中国人民解放军开国少将。
曾任炮兵第四训练基地司令员。1955年，授予中国人民解放军少将。